# Говейя и Мелу, Энрике
Энри́ке Эдуа́рду Пасала́куа де Гове́йя и Ме́лу (порт. Henrique Eduardo Passaláqua de Gouveia e Melo, Келимане, Мозамбик, 21 ноября 1960) — португальский военачальник и политик, адмирал военно-морского флота Португалии, бывший начальник Генерального штаба военно-морских сил Португалии, кандидат на пост президента страны на выборах 2026 года.

## Биография
Родился 21 ноября 1960 года в городе Келимане (Мозамбик, в то время – Португальская Восточная Африка или Португальский Мозамбик). Отец, Мануэл Энрикеш Гомеш де Фриаш де Мелу и Говейя, принадлежал к аристократическому роду из португальской провинции Бейра; мать, Мария Элена Перейра Пасала́куа, имела итальянское происхождение. Детство и юность провёл в Келимане и Сан-Паулу (Бразилия). В сентябре 1979 года в возрасте 18 лет приехал в Лиссабон и поступил в Военно-морскую академию. В сентябре 1984 года в возрасте 23 лет окончил полный курс обучения в академии.

### Офицер-подводник ВМС Португалии
На протяжении семнадцати лет, с 1985 по 2002 годы, профессиональная биография Энрике Говейя и Мелу была связана с подводным флотом Португалии. Он выходил в море на всех типах субмарин, стоящих на вооружении ВМС Португалии, в должностях от младшего офицера до старшего помощника, командовал несколькими подлодками и надводными судами. Провёл в море 32 000 часов, из них бо́льшую часть (20 000 часов, или 833 дня) − в подводном плавании.
С 1998 по 2002 год он последовательно возглавлял учебно-экзаменационную службу эскадры подводных лодок ВМС Португалии, затем штаб Национального оперативного управления подводного флота (SUBOPAUTH), позднее принял на себя командование подводной эскадрой.
В январе 2017 года Энрике Говейя и Мелу было присвоено воинское звание вице-адмирала, а 12 января того же года он был назначен командующим военно-морскими силами Португалии – должность, которую он занимал до 14 января 2020 года. Одновременно на протяжении двух лет, с 19 сентября 2017 года по 19 сентября 2019 года, он также командовал Европейскими военно-морскими силами (EUROMARFOR).
17 января 2020 года вступил в должность заместителя начальника Генерального штаба вооружённых сил по планированию и координации и занимал этот пост до своего назначения 27 декабря 2021 года начальником Генерального штаба (командующим) ВМС; тогда же получил очередное воинское звание адмирала. Этому последнему в выдающейся военной карьере Энрике Говейя и Мелу назначению предшествовала его работа на не вполне обычной для военнослужащего должности координатора рабочей группы по реализации плана вакцинации населения против Covid-19.

### Координатор рабочей группы по вакцинации против Covid-19
На новую должность тогда ещё вице-адмирал Говейя и Мелу был назначен в непростое и ответственное время: за день до его назначения его предшественник на посту координатора вакцинации, госсекретарь в министерстве здравоохранения Франсишку Рамош, подал в отставку на фоне многочисленных сообщений в прессе о нарушениях, связанных с несоблюдением очерёдности прививок разных возрастных групп населения, нефункциональной логистикой и т.п.
Уже через несколько дней после своего назначения на должность координатора 3 февраля 2021 года Говейя и Мело заявил, что целью работы его группы является обеспечение стопроцентной вакцинации населения страны к концу года, при том, что 70 % показатель должен быть достигнут к сентябрю. Обещание было выполнено, причём даже раньше, чем обозначенные сроки.
28 сентября 2021 года адмирал Энрике Говейя и Мелу завершил работу в должности координатора рабочей группы по вакцинации против Covid-19. 27 декабря 2024 года он ушёл в отставку с поста начальника генерального штаба ВМС Португалии, завершив 45-летнюю карьеру военного.

### Политик
Успешная работа в должности координатора вакцинации принесла Энрике Говейя и Мелу всенародную известность. Уже осенью 2021 года португальская пресса впервые стала упоминать его имя в качестве возможного кандидата на президентских выборах 2026 года, а газета Jornal de Negócios назвала его в числе 50 наиболее влиятельных людей мира.
Сам Говейя и Мелу поначалу не демонстрировал политических амбиций, наоборот, заявлял о том, что предпочёл бы «умереть военным» и высказывал сомнения в том, что из него вышел бы толковый политик. Между тем, его гипотетические шансы с самого начала оценивались выше, чем у других кандидатов. В марте 2025 года была создана (с ведома самого отставного военного, хотя и вне прямой ассоциации с ним) неофициальная группа поддержки «Говейя и Мелу в президенты», а сам он дал несколько интервью, из которых следовало, что он рассматривает для себя политическое будущее.
14 мая 2025 года Энрике Говейя и Мелу сообщил журналистам, что принял решение о выдвижении своей кандидатуры на пост президента страны; официальное объявление о его вступлении в президентскую гонку должно быть сделано 29 мая.